# Panguraptor
Panguraptor („plenitel boha Pangu“) byl rod menšího teropodního dinosaura, spadajícího pravděpodobně do nadčeledi Coelophysoidea a čeledi Compsognathidae. Jedná se o vůbec prvního známého zástupce této čeledi, objeveného v Asii. Zároveň se jedná o jednoho z vývojově nejprimitivnějších známých asijských teropodů. 

## Objev a popis
Holotyp se sbírkovým označením LFGT-0103 byl objeven v říjnu roku 2007 na území čínské provincie Jün-nan (geologické souvrství Lu-feng). Jde o fragmentárně zachovanou kostru subadultního (ještě plně nedospělého) jedince s délkou kolem 2 metrů a odhadovanou hmotností zhruba 6,4 kg. Jednalo se zřejmě o aktivního dravce, schopného lovit menší až středně velké býložravé dinosaury (zejména dlouhokrké sauropodomorfy).
Na stejné lokalitě byl objeven také vývojově primitivní sauropodomorf rodu Lishulong, formálně popsaný koncem roku 2024.

## Zařazení
Podle provedené fylogenetické analýzy spadal tento druh do společného kladu (přirozené vývojové skupiny) s druhy Coelophysis bauri, Coelophysis rhodesiensis a Camposaurus arizonensis.